# Университет Абу-Даби

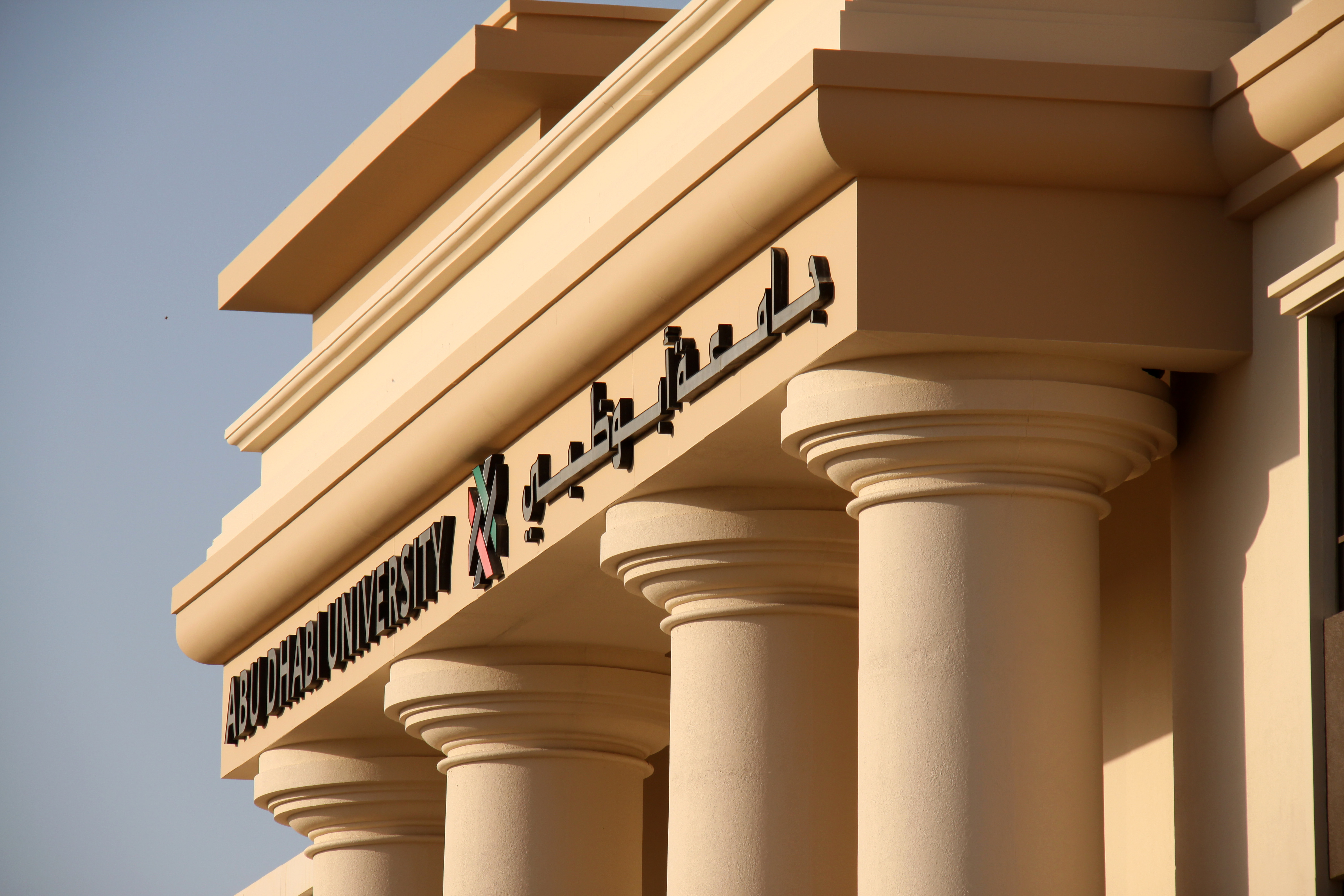
Университет Абу-Даби

Университет Абу-Даби (ADU) (араб. جامعة أبوظبي‎) — частный исследовательский университет с главным кампусом в Халифа-Сити, Абу-Даби, Объединённые Арабские Эмираты, и дополнительными кампусами в Эль-Айне, Дубае и Мадинат-Зайид. Основан в 2003 году Али Саидом ибн Хармалем ад-Дахери, крупнейшее частное учебное заведение в стране, которое предлагает курсы по различным предметам вплоть до последипломного образования.

## Аккредитация
Колледж делового администрирования получил аккредитацию AACSB в 2015 году и EQUIS в 2017 году. Некоторые программы инженерного колледжа получили аккредитацию ABET в 2015 году. В 2016 году университет получил аккредитацию Западной ассоциации школ и колледжей (WASC) в США. Курс бакалавра архитектуры в Университете Абу-Даби (ADU) получил аккредитацию Королевского института британских архитекторов (RIBA) в 2018 году. Университет Абу-Даби является партнером CIMA, который был аккредитован в рамках схемы глобального обучения CIMA.
Университет Абу-Даби запустил «Умный учебный центр ADU» для повышения квалификации преподавателей, курсов дизайна.

## Колледжи и программы
Университет Абу-Даби предлагает программы бакалавриата и магистратуры и состоит из четырёх колледжей и Института английского языка. В настоящее время в нем обучается 8000 студентов из 70 стран.

## Кампусы
Кампус Абу-Даби открыт в 2016 году.
Кампус Аль-Айн открыт в 2003 году.

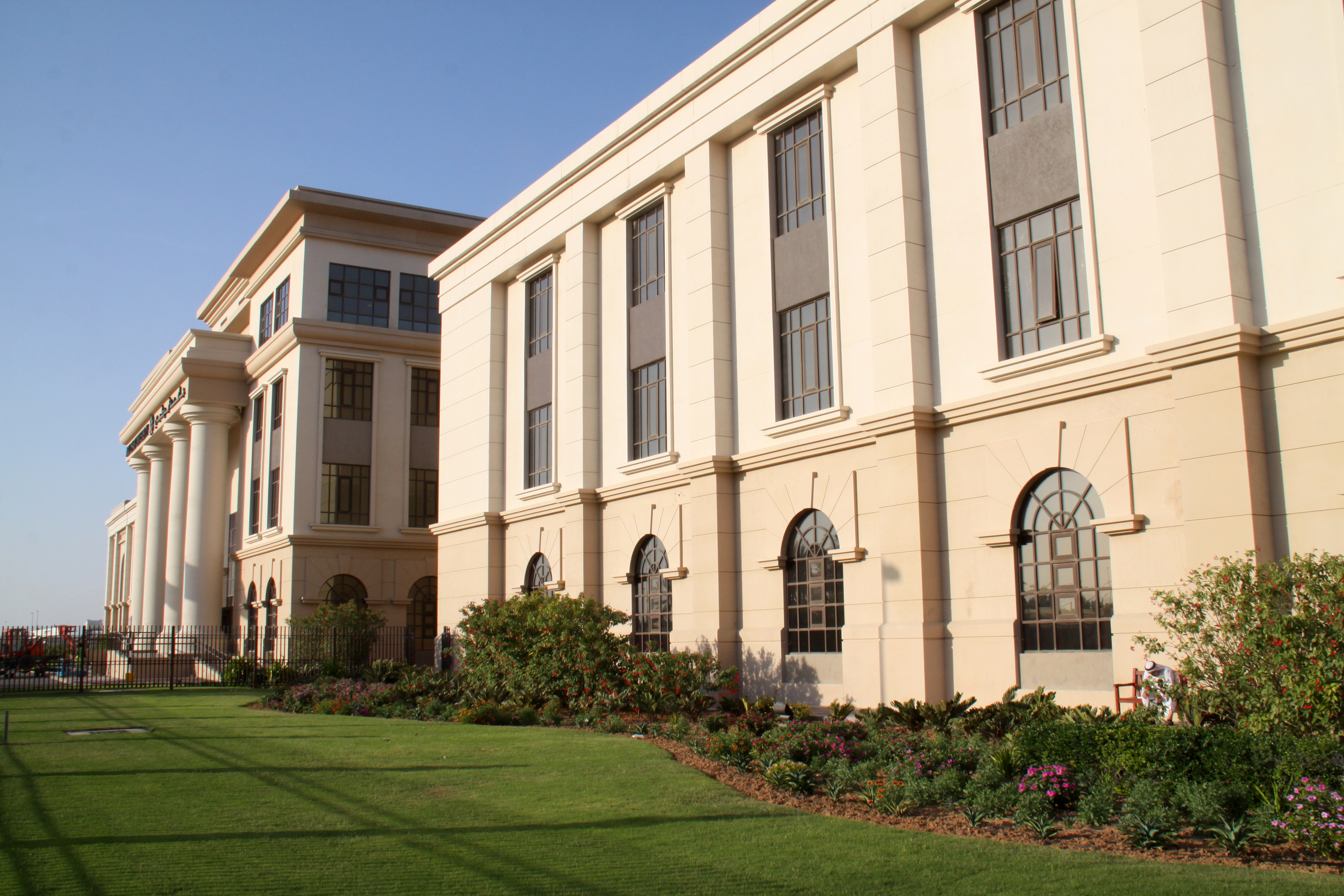
Кампус Абу-Даби

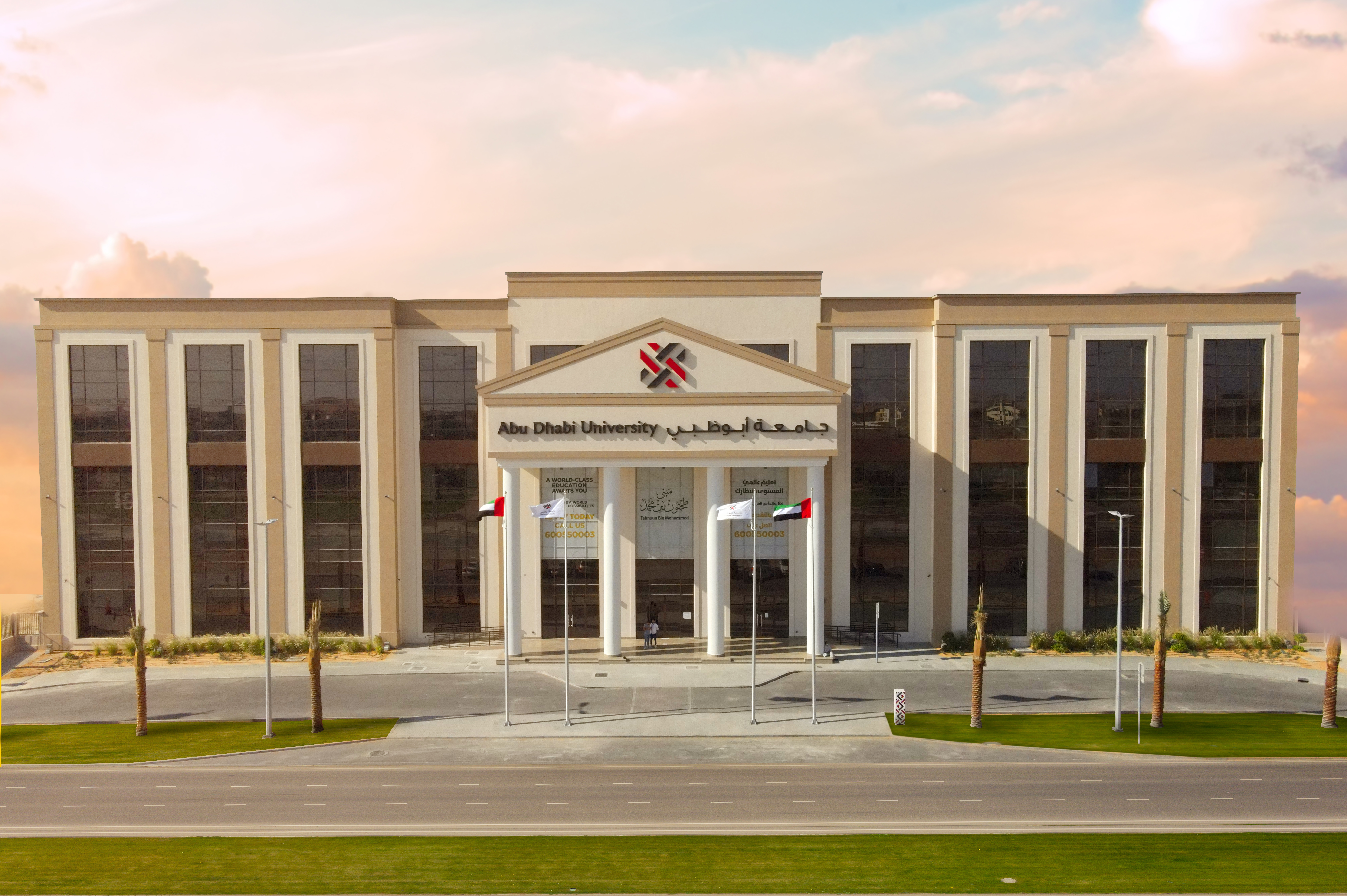
Кампус Аль-Айн

Кампус в Дубае открыт в сентябре 2017 года. Кампус площадью 3490 квадратных метров был открыт шейхом Нахайяном ибн Мубараком аль-Нахайяном, министром культуры и развития знаний, который также является вице-президентом Попечительского совета ADU.

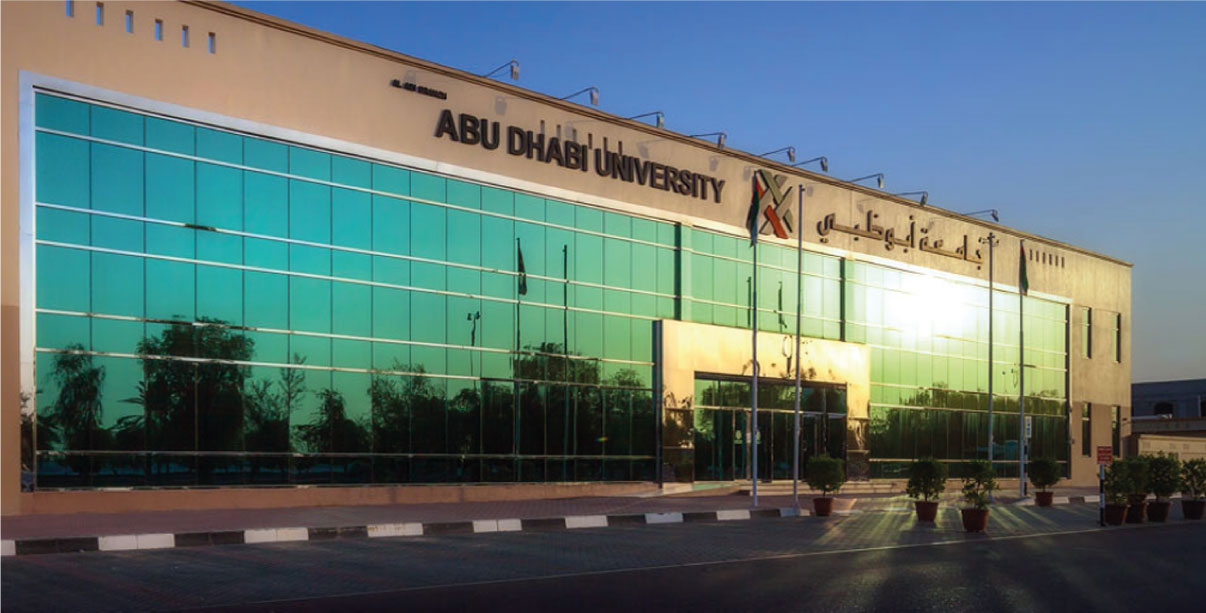
Кампус Университета Абу-Даби в Аль-Айне

## Международный рейтинг
В 2018 году QS World Universities оценил Университет Абу-Даби как один из 750 лучших университетов мира (и 6-е место в Объединённых Арабских Эмиратах).